# أبو الحسن الفتوني
أبو الحسن الشريف بن محمد طاهر الفتوني، عالم دين شيعي من أصول عاملية، فقيه ومحدّث.

## نسبه
أبو الحسن الشريف بن محمد طاهر بن عبد الحميد بن موسى بن علي بن محمد بن معتوق بن عبد الحميد النباطي العاملي الفتوني الغروي الإمامي.

## أسرته ونشأته
- اسمـه: الشريف.[2]
- كنيتـه: أبو الحسن، وهو ليس من بني هاشم كما قد يتبادر من اسمـه.[3]
- أصل عائلته من جبل عامل، وسمّي الفتوني نسبة إلى (فتون) من قرى جبل عامل. وقد نزح العديد من علماء هذه الأسرة من جبل عامل أيام بطش أحمد باشا الجزار بهم، فاستقر قسم منهم في النجف وقسم آخر في أصفهان[ ؟ ].
- اسم أبيه: محمد طاهر بن عبد الحميد بن موسى بن على بن محمد بن معتوق ابن عبد الحميد.
- أُمّـه: العلويـة بنت عبـد الواسع الخاتون آبادي، ولقّب بالشريف لأنّ أمّه كانت أخت الأمير محمد صالح الخاتون آبادي.[4]
- جدّ صاحب الجواهر لاَُمّ والده باقر، التي اسمها آمنة بنت فاطمة بنت المولى أبي الحسن الفتوني.
- ولد أصفهان[ ؟ ] نحو سنة 1070 هجرية.[5]
- سكن مدة في النجف. كما سكن في أصفهان[ ؟ ] في محلة (درب امام) ولذا عرف ب‍ (الإمامي).

## أساتذته ومشايخ روايته
من أساتذته:
- محمّد باقر المجلسي المعروف بالعلّامة المجلسي له منه إجازة في الحديث بتاريخ شعبان سنة 1096 وإجازة أخرى في ربيع الأول 1107
- أبوه محمّد طاهر
- خاله الأمير محمّد صالح الخاتون آبادي أجازه عام 1107 هـ
- محمّد بن الحسن الحرّ العاملي
- عبد الواحد البوراني له من إجازة في العام 1103 هـ
- قاسم الوندي
- نعمة الله الجزائري
- أحمد بن يوسف البحراني المتوفي سنة (1100 هـ): له من إجازة
- محمد حسين بن الحسن الميسي له من إجازة في صفر من العام 1100 هـ
- صفي الدين بن فخر الدين الطريحي له من إجازة في العام 1100 هـ
- محمود المبيدي له منه إجازة في محرم من العام 1107 هـ
- الملا محمد بن المرتضى الكاشي، وقد أجازه
- أغا حسين الخوانساري، وقد أجازه وروى عنه
- الأمير شرف الدين علي الشولستاني النجفي، يروي عنه
- الميرزا محمد الاسترابادي له منه إجازة

## تلامذته والراوون عنه
ممن تتلمذ عليه وروى عنه:
- أحمد ابن حسن النحوي
- محمّد مهدي الفتوني العاملي
- ابنه أبوطالب الفتونى كان حيّاً سنة 1150
- أحمد بن إسماعيل الجزائري
- الإمام نصر الله المدرس الموسوي الحائري وقد أجازه عام 1127 هـ
- محمّد إبراهيم الحويزاوي
- الإمام محمّد بن علي العاملي
- الإمام حسين القزويني
- عبد الله بن كرم الله الحويزي وقد أجازه عام 1097 هـ
- الإمام عبد الله الجزائري
- الإمام محمد حيدر العاملي
- الفاضل الميرزا إبراهيم القاضي
- محمد حسين بن محمد صاحب
- عبد الله بن الحاج صالح بن جمعة البحراني
- درويش النجفي وقد أجازه عام 1110 هـ

## مؤلفاته
من مؤلفاته:

### الحديث والتاريخ
- شرح الصحيفة السجادية
- طريقة رواية المولى
- الكشكول: وهو من دوائر المعارف

### الرجال والأجازات
- تنزيه القميين: وهو في تراجم كثيرة من القميين واثبات براءتهم من عقائد المجبرة والمشبهة، ألفه عام 1105 هـ
- كتاب الأنساب: أو النسب ويعرف باسم «لباب الألباب»، وتوجد منه نسخة عند أسرة آل المقرم في النجف
- رسالة في إجازة المولى أبي الحسن الشريف الفتوني للشيخ عبد الله بن كرم الله الحويزي

### التفسير وعلوم القرآن
- مرآة الأنوار ومشكاة الأسرار: وهو كتاب في التفسير لم يكتمل، وقد خرج منه بعد المقدمة التي هي كتاب مستقل في تفسير القرآن الكريم من أوله إلى أواسط سورة البقرة

### الفلسفة وعلم الكلام
- حقيقة مذهب الإمامية
- ضياء العالمين في بيان إمامة الأئمة المصطفين: وهو في الإمامة، ويقع في ثلاثة مجلدات ضخام
- معراج الكمال

### الفقه والأصول
- رسالة في الرضاع: أو الرسالة الرضاعية وقد فرغ منها في مدينة النجف في 25 محرم الحرام عام 1111 هـ.
- كتاب شريعة الشيعة ودلائل الشريعة: وهو شرح على كتاب «المفاتيح» للشيخ محسن الكاشاني، وقد فرغ من المجلد الأول عام 1129 هـ، أما الكتاب الثاني فهو في مقدمات الصلاة.
- شرح على كتاب «الكفاية» للسبزواري، من أول كتاب المتاجر.
- الفوائد الغروية والدرر النجفية: ويقع في مجلدين في أصول الدين وأصول الفقه، وقد فرغ من الجزء الأول في مدينة النجف عصر اليوم الثاني من صفر عام 1111 هـ، أما الجزء الثاني، فقد فرغ منه في النجف عام 1112 هـ.
- نتائج الأخبار: في جميع أبواب الفقه.

### كتب أخرى
- نصائح الملوك وآداب السلوك
- الفوائد المكية

## ما قيل فيه
- قال النوري الطبرسي:[9]«أفقه المحدّثين، وأكمل الربّانيّين، الشريف العدل، المتوفّى في أواخر الأربعين بعد المئة والألف، أفضل أهل عصره، وأطولهم باعاً».
- قال الإمام بحر العلوم في إجازته للشيخ محمّد اللّاهيجي:[10]«الأعظم، رئيس المحدّثين في زمانه، وقدوة الفقهاء في أوانه».
- قال يوسف البحراني في لؤلؤة البحرين:[11] «كان محقّقاً مدقّقاً ثقة صالحاً عدلاً».
- قال جعفر محبوبة في ماضي النجف وحاضرها:[12]«لو استقصينا إجازاته التي اعطتها له المشاهير من العلماء لأوقفتنا على ما له من التقدم والفضل، وما له من المكانة في العلم، فهو علم من الاعلام وجهبذ من جهابذة الأصول والفروع، سَبَحَ قلمه الشريف في شتى الفنون وفي كلها له التقدّم والسبق فهو جامع لكثير من العلوم الإسلامية وحاوٍ للمعقول والمنقول، مدقق محقق، وهذه مؤلفاته تشهد بتضلعه وتبحّره وتعمّـقه وتفوقه على كثير من علماء عصره وغيرهم».
- قال صاحب الروضات:[13] «الفاضل العرّيف، الباذل جهده في سبيل التكليف... من أعظم فقهائنا المتأخرين وأفاخم نبلائنا المتبحّرين».
- اما صاحب (الجواهر) فقد قال فيه:[14]«جدّي الفاضل المتبحّر الآخوند الملا أبو الحسن الشريف».

## وفاته
توفى بالنجف الاشرف سنة 1138 هجرية الموافق للعام 1725 ميلادي (أو في العام 1139 هـ) ودفن بالصحن العتبة العلوية.